# Exhibition (film)
 Pour plus de détails, voir Fiche technique et Distribution
Exhibition est un film français de Jean-François Davy, sorti le 25 juin 1975.

## Synopsis
Le film se présente comme un documentaire, donnant la parole à plusieurs acteurs et actrices de films pornographiques. D'abord classé « X » à sa sortie en salle, le film a été par la suite classé « Art et Essai » et reste interdit aux moins de 16 ans.
Le film s'articule autour de l'interview de Claudine Beccarie, célèbre actrice de films érotiques et pornographiques des années 1970. 

## Fiche technique
- Réalisation : Jean-François Davy
- Scénario : Jean-François Davy
- Montage : Christel Micha
- Photographie : Roger Fellous
- Production : Jean-François Davy, Contrechamp
- Société de production : Contrechamp
- Distribution : Société Nouvelle de Doublage
- Pays : France
- Durée : 92 min.
- Format : couleur (Eastmann color)

## Distribution
Jouant tous leur propre rôle :
- Claudine Beccarie,
- Benoît Archenoul,
- Noëlle Louvet,
- Béatrice Harnois,
- Frédérique Barral,
- Michel Dauba,
- Ellen Earl (pseudonyme : Ellen Coupey),
- Patrick Segalas,
- Mandarine,
- François Viaur,
- Didier Faya,
- Noël Simsolo,
- Jean-François Davy

## Accueil
Le film réalise 3,5 millions d'entrées en salle et devient un film évènement des années 1970. C'est un des premiers films bénéficiant de la nouvelle règlementation de 1974 plus tolérante sur l'exploitation des films pornographiques (le rapport de la commission de censure reconnaît qu'« à côté des images en quelque sorte techniques […], il comporte une très importante partie de "cinéma vérité" ».). Il constitue aussi un document unique sur l'univers de la pornographie dans les années 1970. Film  pour lequel fut créé le label X, Exhibition sera la première diffusion comportant  des actes sexuels non simulés sur la chaîne cryptée Canal + le 31 août 1985. Il bénéficie d'une édition en DVD en 2009.
Le film est sélectionné pour le festival de Cannes en 1975 dans Perspectives du cinéma français, au New York Film Festival dans la sélection française et au festival de Los Angeles.

## Suites
Par la suite, Jean-François Davy continuera son exploration de l'univers pornographique avec trois autres films similaires :
- Les Pornocrates en 1976 avec Claudine Beccarie, Richard Allan, Lilian Allan, Jacques Gatteau, Sylvia Bourdon, Charlie Schreiner, Claude Jana et Carmelo Petix
- Exhibition 2 en 1978 avec Sylvia Bourdon, André Bercoff, François Jouffa, Jean-François Davy, Jocelyne Clairis, Jacques Gatteau, Benjamin Simon, Jan Wilton...
- Exhibition 79 en 1979 avec Claudine Beccarie, Richard Allan, Cathy Stewart, Dominique Irissou, Marilyn Jess, Didier Humbert, Morgane...